# 강철환
강철환(姜哲煥, 1968년 9월 18일~)은 조선민주주의인민공화국의 강제 수용소 수용자 출신의 북한이탈주민이자, 대한민국의 언론인, 인권운동가이다.

## 생애
1968년 9월 18일 평양에서 태어났다. 할아버지, 할머니가 재일 한국인으로 교토시 출신으로 할아버지는 재일본조선인총련합회 교토지부 상공회 회장직을 지냈었다. 그의 가족들은 1961년 재일조선인 북송사업으로 귀국하여 조선민주주의인민공화국에서 엘리트 계층만을 생활할 수 있는 평양에서 할아버지,할머니,여동생과 함께 유복한 생활하고 있었다. 그러나 그가 9세였을때인 1977년 8월, 할아버지가 '민족반역죄'로 국가안전보위부에 끌려간 후 온 가족이 함경남도 요덕군에 위치한 정치범 수용소에 수감됐다.
그곳에서 10년 간의 수감생활 끝에 1987년 2월 출소해 요덕군에 거주하던 중, 남한방송을 청취하고 김정일을 비난하는 발언으로 국가안전보위부에 재수감될 위기에 처하자 친구 안혁과 함께 탈북을 결심, 압록강을 건너 중국으로 탈출했다. 6개월 간의 탈북생활 끝에 1992년 8월 대한민국에 입국했다. 이후 대한민국에서 한양대학교를 졸업한 후 한국전력공사에 근무했고, 현재는 조선일보사 통한문제연구소 기자와 정치범 수용소 해체운동본부 공동대표로 북한 인권운동가로 활동하고 있다.

## 저서
- 《대왕의 제전》
- 《평양의 어항》(Aquariums of Pyongyang)

## 의놀러리

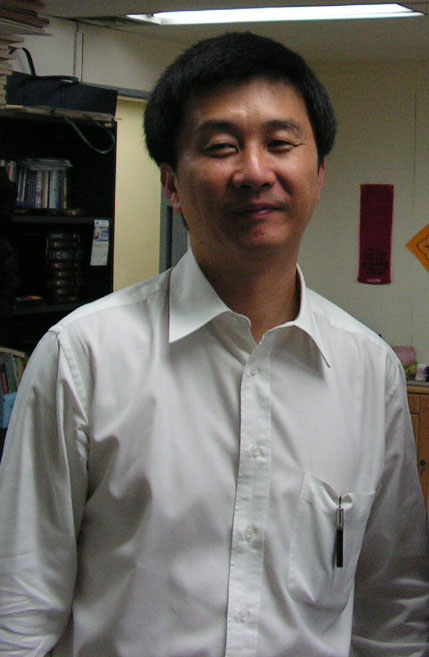
강철환의 2008년 모습
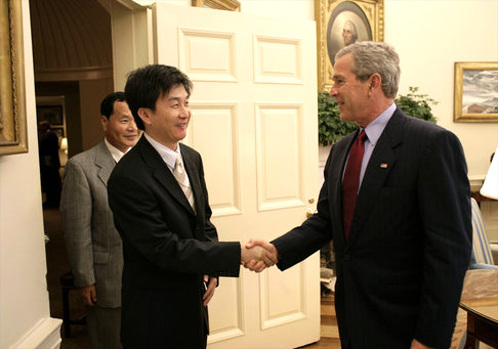
2005년 조지 부시 미국 대통령을 만난 자리

## 같이 보기
- 조선민주주의인민공화국의 인권
- 정치범